# Boucherius
Boucherius är ett släkte av rundmaskar. Boucherius ingår i familjen Meyliidae.
Släktet innehåller bara arten Boucherius spinosus.